# Amblysomus
Amblysomus là một chi động vật có vú trong họ Chrysochloridae, bộ Afrosoricida. Chi này được Pomel miêu tả năm 1848. Loài điển hình của chi này là Chrysochloris hottentotus A. Smith, 1829.

## Các loài
Chi này gồm các loài: